# Sam the Skunkman
David Paul Watson, más conocido como Sam the Skunkman, fue un famoso breeder estadounidense, a quien se le atribuye el desarrollo de algunas de las más populares variedades de cannabis en la actualidad, como la Skunk#1, la Haze o la Amnesia.

## Biografía
Se conoce poco de su vida personal, pero nació y vivió en Santa Cruz, California y conformó un grupo de cultivadores llamados Sacred Seeds Collective, quienes mediante técnicas agronómicas lograron cepas más potentes de cannabis. Tuvo que mudarse a Ámsterdam, presionado por la doctrina Reagan. En los Países Bajos, introdujo el cannabis «sinse» o de alta potencia. No está claro hasta qué punto la autoría de estas variedades es solo de Sam the Skunkman o de todo el colectivo, pues él fue uno de los pocos que escapó de la cárcel. Fue invitado por Ed Rosenthal y Wernard Bruinin a trabajar en los Países Bajos. Rosenthal era el jefe de redacción de High Times, y Bruinin, dueño del Mellow Yellow, el primer coffee shop de Ámsterdam, en el cual Watson estuvo trabajando.
Sam the Skunkman fue como se llamó posteriormente; sin embargo, cuando llegó a Ámsterdam en 1976 se dio a conocer como Sam Selezny. Con él, traía una maleta de 250.000 semillas de una variedad que había desarrollado junto con los Haze Brothers, a la cual bautizó como skunk ('mofeta') por su fuerte olor. Esta variedad fue considerada la primera de «alta potencia», toda una novedad en Europa. Hasta aquel entonces, el mercado negro del cannabis en el Viejo Continente se encontraba dominado por el hachís traído de El Líbano y Afganistán (al principio), y de Marruecos posteriormente, y que era una marihuana de baja potencia o, más bien «potencia en su estado natural».
En Ámsterdam, Watson creó el banco de semillas Cultivator's Choice en 1985 y vendió F1s de sus semillas Skunk y Haze. Por las excepcionales características que presentaban sus plantas, skunk se convirtió rápidamente en Europa en sinónimo genérico de «marihuana de alta potencia». Compitió en el mercado de la droga neerlandés con el hachís de origen marroquí, puesto que hasta ese momento los cárteles marroquíes monopolizaron el negocio. 
Watson falleció en enero de 2025.